# Membrana limitante interna
La membrana limitante interna è una lamina che definisce il passaggio tra la retina e il corpo vitreo. È formata da astrociti e dai piedi finali delle cellule di Müller, mentre è separata dal vitreo da una lamina basale.